# Lobelia erinus
Lobelia erinus L., 1753 è una pianta tropicale della famiglia delle Campanulaceae, originaria del Malawi, della Namibia e del Sudafrica.

## Descrizione

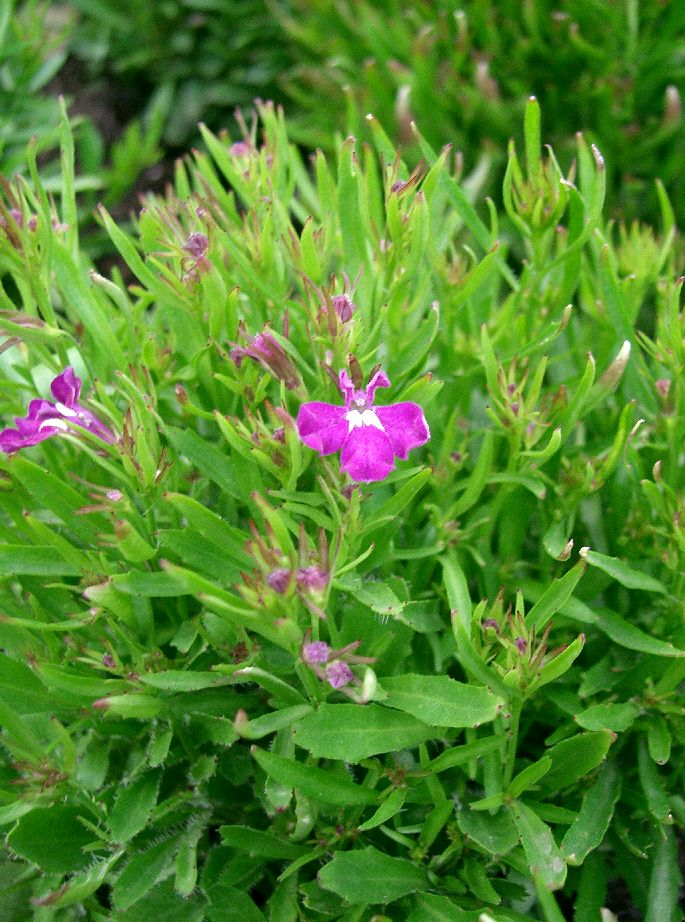
Esempio di Lobelia erinus rosa

È una pianta perenne, prostrata, usata in Europa come pianta da bordura e da aiuola o come pianta da vaso. Attualmente è presente in Africa, Asia e Europa. Le varietà principali presentano fiori blu, azzurri, bianchi, rosa o rossi. Il colore dal blu al viola è tipico delle piante selvatiche, mentre alcune delle migliori varietà coltivate sono: 'Blue Moon', 'Cascade', 'Gracilis', 'Rosamund' e 'Crystal Palace'
Il fusto è esile e dotato di foglie sottili dal bordo frastagliato, alla cui sommità presentano una corolla pentalobata, tra gli 8 e i 10 mm di diametro; il frutto ha una capsula che raggiunge i 5–8 mm, contenente numerosi semini.

## Coltivazione

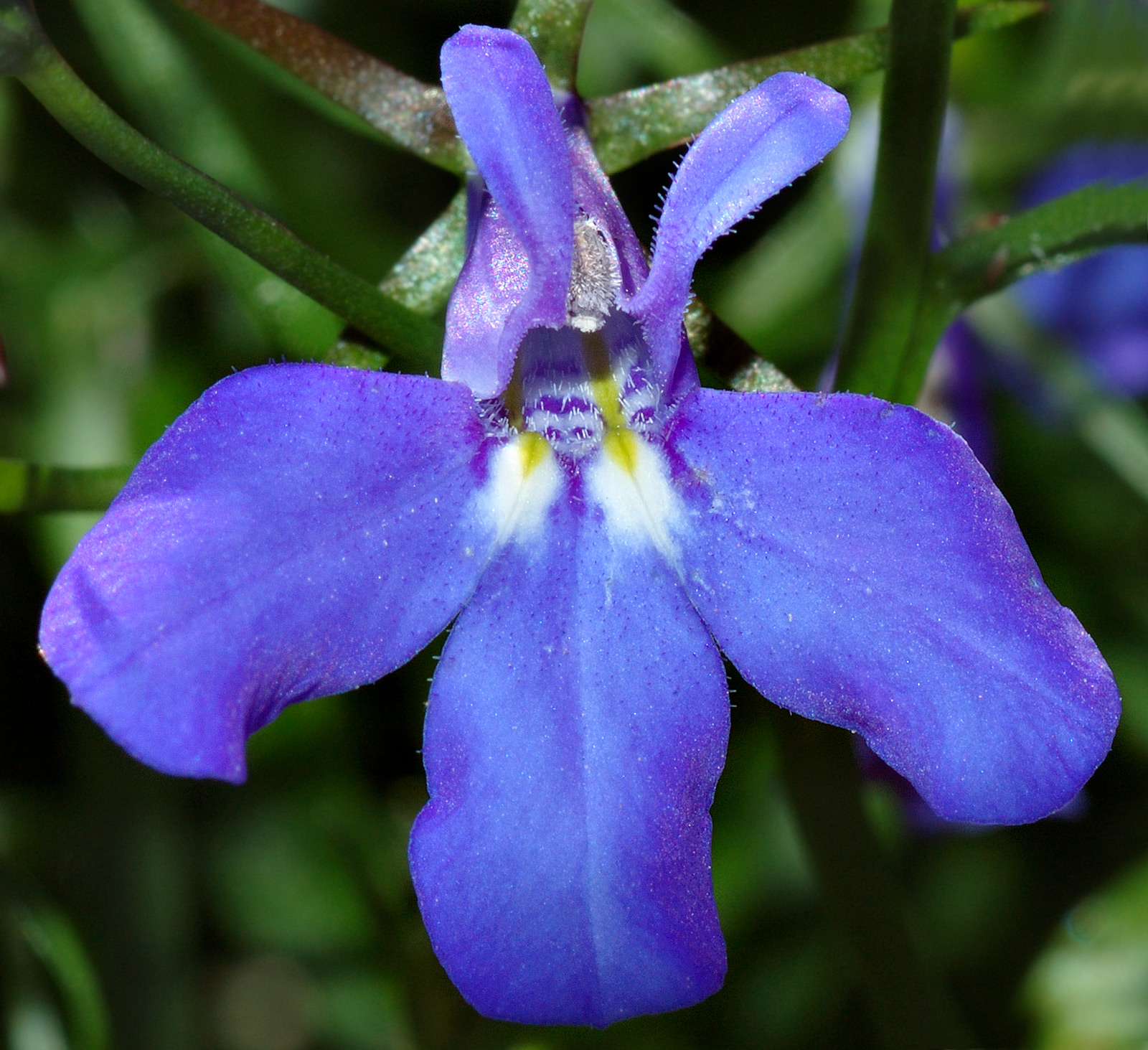
Dettaglio del fiore

Lobelia erinus è una pianta ornamentale molto apprezzata nei giardini per le sue lunghe fioriture, da metà primavera a metà autunno nella fascia temperata, mentre nei paesi tropicali o nei paesi caldi come alcune zone dell'Italia invece la fioritura è annuale.
Il seme va messo in semenzaio in inverno, e successivamente le piantarole si coltivano in vaso per qualche settimana fino a essere pronte per la messa a dimora a tarda primavera.
Per quanto riguarda l'esposizione, la Lobelia erinus gradisce le zone semiombreggiate o ombreggiate. Necessita di innaffiature regolari, e il terreno va lasciato asciugare tra un'innaffiatura e l'altra. Il terreno può essere arricchito con corteccia tritata e poca sabbia.